# Caso Subvenciones
El Caso Subvenciones surge de un informe de la Contraloría General de la República de Chile, en el que se señala que no están adecuadamente 262 mil millones de pesos transferidos por el Ministerio de Educación a los sostenedores educacionales durante el período 2004-2006. La investigación, que se centra en la forma que el Ministerio tiene de respaldar y conciliar los traspasos a sostenedores, permite además identificar que cerca de 300 millones de pesos chilenos fueron defraudados al Fisco por un sostenedor privado coludido con una funcionaria de la Secretaría Regional Ministerial de Educación. Esto terminaría con una acusación constitucional a la ministra de Educación de ese entonces, Yasna Provoste, y su destitución.

## Antecedentes
En febrero de 2008, la Contraloría entregó un informe a la ministra de Educación, Yasna Provoste, dando cuenta de irregularidades consistentes entre 2004 y 2006 en gastos no respaldados, duplicidad de pagos y cheques girados anómalamente. Se estableció que la exfuncionaria del Departamento de Finanzas de la Secretaría Regional Ministerial de Educación, Franka Grez, autorizó que se cancelaran $200 millones a personas que no eran sostenedores, y que hubo desórdenes financieros en la ejecución de fondos entregados al Banco Internacional de Reconstrucción y Fomento para un programa de financiamiento de la educación terciaria del Ministerio. Paralelamente, se detectó que durante 2006 hubo 166.000 alumnos que fueron inscritos en más de un establecimiento.
La Contraloría recomendó la destitución del Secretario Regional Ministerial de Educación, Alejandro Traverso, por su responsabilidad en la falta de fiscalización de las subvenciones. La ministra Provoste lo sancionó con la suspensión de su cargo por dos meses y una multa de un 50% de su sueldo.
Provoste afirmó que las conciliaciones bancarias en el ministerio se realizaban de un modo distinto al establecido por la Contraloría, aduciendo que todo se trata de un desorden administrativo. El antecesor de Yasna Provoste en el Ministerio de Educación, Martín Zilic, ha afirmado que ya en 2006 le había advertido a ella y a otras autoridades de las irregularidades que estaban ocurriendo.
En agosto de 2008, Franka Grez reconoció que se apropió de 19 cheques por un valor de $310 millones. Hasta entonces el perjuicio fiscal a raíz de esto se estimaba en $180 millones. Simulando pagos por subvenciones escolares, Grez giró cheques a otros tres imputados en el caso: Horacio Escobedo (inspector de un liceo), Gladys Audala (esposa de Escobedo) y Carmen Muñoz, ninguno de los cuales es sostenedor. También le dio parte del dinero a sus hermanos Edmundo y Juan, con el cual adquirieron tres camiones y formaron una empresa de transportes. En abril de 2009, Franka Grez fue condenada a 11 años de cárcel por malversación de caudales públicos, sentencia cuya defensa impugnó, sin éxito; por la misma fecha, Audala y Escobedo recibieron sentencias de 6 y 7 años, respectivamente, por apropiación indebida; por su parte, Edmundo y Juan Grez fueron condenados en febrero de 2009 a 61 días de pena remitida y al pago de multas por 50 UTM ($1.858.150) por lavado de dinero.
A fines de septiembre de 2008, y luego de estudiar por 6 meses las conciliaciones bancarias del Ministerio de Educación, la Contraloría publicó un nuevo informe en el que acusa que la Secretaría de Estado no ha presentado nuevos antecedentes que aclaren el destino de los $262.000 millones. La información entregada por el Ministerio no incluye RUTs, nombres, fechas ni montos de los pagos. Por su parte, la sucesora de Yasna Provoste como Ministra de Educación, Mónica Jiménez, sostuvo que el Ministerio hizo todo lo posible para entregar la información solicitada, y que el Banco del Estado de Chile, también llamado BancoEstado, debe entregar más documentación sobre los cheques cuestionados.

## Consecuencias
Los partidos de oposición, agrupados en la Alianza por Chile, presentaron a raíz del caso una acusación constitucional en contra de Provoste, a la que se sumaron algunos diputados del Partido Demócrata Cristiano -correligionarios de la ministra-, específicamente del sector "colorín". Esta fue aprobada por la Cámara el 3 de abril de 2008, con lo cual la ministra quedó suspendida de su cargo hasta que el Senado se pronunciara al respecto. El 16 de abril de 2008, la acusación constitucional fue aprobada por el Senado, por lo que la ministra Provoste quedó destituida de su cargo e imposibilitada de ejercer cargos públicos por cinco años. Se trata de la primera destitución de un ministro del Estado de Chile desde el gobierno de la Unidad Popular.
La implicancia política de esto, fuera del golpe que significó para el Gobierno de Michelle Bachelet, es que Provoste quedó sin posibilidades de ser candidata a senadora por la Región de Atacama en las elecciones de 2009, como era su intención.
En octubre de 2008, Yasna Provoste presentó una demanda ante la Comisión Interamericana de Derechos Humanos en contra del Estado de Chile por su destitución, con el objetivo de revertir la inhabilidad de 5 años para ejercer cargos públicos. El proceso podría tardar más de 5 años.